# 伊藤博 (コーヒー研究家)
伊藤 博（いとう ひろし、1930年 - 2004年1月）は、日本のコーヒー研究家。

## 生涯
愛知県豊橋市生まれ。名古屋大学岡崎高等師範学校（現名古屋大学教育学部）卒業。専攻は植物生態学。
中学・高校の教師を勤めながら、約30年間、コーヒーを科学的視野から研究。日本コーヒー文化学会の設立に尽力し、同学会副会長。

## 著書
- 『珈琲探訪』三交社、1972年。ASIN B000J9NE6Y。
- 『珈琲探索』柴田書店、1974年。ASIN B000J9NE78。
- 『コーヒー讃歌』柴田書店〈味覚選書〉、1975年。ASIN B000J9P8RW。
- 『コーヒー小辞典』柴田書店、1980年。ASIN B000J866CY。
- 『珈琲探求』柴田書店、1984年。ASIN B000J74K1Y。
- 『こうひい絵物語 版画珈琲小史』奥山義人版画、旭屋出版、1993年。ISBN 4751100432。
- 『コーヒー博物誌』八坂書房、1993年。
- 『コーヒー おいしさの決めて』保育社〈カラーブックス〉、1994年。ISBN 4586508663。
- 『コーヒー事典』保育社〈カラーブックス〉、1994年。ISBN 4586508698。
- 『珈琲を科学する』時事通信社、1997年。ISBN 4788797372。
- 『珈琲閑話』いなほ書房、2004年。ISBN 443404978X。

監修
- 『珈琲の事典』成美堂出版、1995年。